# Ольгинський сільський округ (Павлодарський район)
О́льгинський сільський округ (каз. Ольгинка ауылдық округі, рос. Ольгинский сельский округ) — адміністративна одиниця у складі Павлодарського району Павлодарської області Казахстану. Адміністративний центр та єдиний населений пункт — село Ольгинка.
Населення — 885 осіб (2021; 951 у 2009, 1077 у 1999, 1215 у 1989).
Станом на 1989 рік існувала Ольгинська сільська рада (село Ольгинка).